# آرتوندیل (واشینگتن)
آرتوندیل (به انگلیسی: Artondale) یک منطقهٔ مسکونی در ایالات متحده آمریکا است که در شهرستان پیرس، واشینگتن واقع شده‌است. آرتوندیل ۳۵٫۸ کیلومتر مربع مساحت و ۱۲٬۶۵۳ نفر جمعیت دارد و ۷ متر بالاتر از سطح دریا واقع شده‌است.